# ピーチ・ブロッサム・オープン
ピーチ・ブロッサム・オープン（Peach Blossom Open）は、1953年から1966年までLPGAツアーの公式トーナメントであった。サウスカロライナ州スパータンバーグのスパータンバーグ・カントリー・クラブで開催された。スパータンバーグ出身のベッツィー・ロールズが大会ホストを務めた。

## 優勝者
ピーチ・ブロッサム・インビテーショナル
- 1966年: キャロル・マン

ピーチ・ブロッサム・オープン
- 1965年: マリリン・スミス

ピーチ・ブロッサム・インビテーショナル
- 1964年: ミッキー・ライト

ピーチ・ブロッサム・オープン
- 1963年: マリリン・スミス
- 1962年: メアリー・レナ・フォーク
- 1961年: ルース・ジェッセン（英語版）

ベッツィー・ロールズ・ピーチ・ブロッサム・オープン
- 1960年: ウィフィー・スミス（英語版）

ベッツィー・ロールズ・オープン
- 1959年: ウィフィー・スミス

ピーチ・ブロッサム・オープン
- 1958年: ウィフィー・スミス
- 1957年: ベッツィー・ロールズ
- 1956年: ベッツィー・ロールズ
- 1955年: ベーブ・ザハリアス

ベッツィー・ロールズ・オープン
- 1954年: ルイーズ・サグス
- 1953年: ルイーズ・サグス